# فرناندو موراليس مارتينيز
فرناندو موراليس مارتينيز (بالإسبانية: Fernando Morales Martínez)‏ هو سياسي مكسيكي، ولد في 20 أغسطس 1969 في مدينة بويبلا في المكسيك. حزبياً، نشط في الحزب الثوري المؤسساتي. وقد انتخب عضو مجلس النواب المكسيك.